# فرد ماريوت
فرد ماريوت (بالإنجليزية: Fred Marriott)‏ هو سائق سيارة سباق ومهندس أمريكي، ولد في 31 ديسمبر 1872 في نيدهام في الولايات المتحدة، وتوفي في 28 أبريل 1956 في ديترويت في الولايات المتحدة.